# Santuario del Santissimo Crocifisso (Cosenza)
Il santuario del Santissimo Crocifisso è un edificio religioso  situato a  Cosenza, nella zona sud-ovest della città, a 258 metri s.l.m.  
Il complesso convento-chiesa è volgarmente detto “Riforma” perché dal XVIII secolo fu convento dei Frati Riformati, una delle tante famiglie francescane. Questi favorirono la devozione al simulacro del Santissimo Crocifisso che fin da allora si mostrò miracoloso. Tale devozione fu incrementata dai Frati Cappuccini, al punto che, cosentini e non, oggi individuano la chiesa ove si venera con l'appellativo di "santuario del SS.mo Crocifisso" o più semplicemente  "chiesa del Crocifisso", anche se essa è intitolata a Maria SS. di Costantinopoli.

## Storia
Dopo essere stata delle monache benedettine (863-1184), dei frati minori (1224-1276), delle suore clarisse (1276-1383), dei frati osservanti (1415-1436) e dei frati minori riformati (1628-1866), la chiesa della Riforma diventa patrimonio dei "Frati del popolo" il 1º gennaio 1915.
I frati cappuccini iniziano anche la pratica per la retrocessione dell'ex convento della Riforma, incamerato dal Demanio con la soppressione. Ma senza nulla di fatto, per l'opposizione di elementi massonici.
Dal 1928 la retrocessione diventa praticamente impossibile, perché l'ex convento è stato trasformato in distretto militare.
Il 3 settembre 1943 i bombardamenti aerei colpirono massicciamente chiesa ed ex convento della Riforma che, per effetto delle bombe incendiarie andarono completamente distrutti. Neppure nelle nuove condizioni createsi si volle retrocedere ai frati cappuccini l'ex convento, benché ne fossero legittimi proprietari. Tuttavia quando iniziarono la ricostruzione sia della chiesa che dell'ex convento, per la prima ottennero risarcimenti per danni di guerra, per il secondo nulla; neanche quando fu loro consegnato verbalmente.
La ricostruzione della chiesa fu affidata alla progettazione dell'architetto cosentino Salvatore Giuliani.
Il 25 novembre 1953, già ricostruita nella maggior parte, essa fu ufficialmente aperta al culto con l'intronizzazione del SS.mo Crocifisso e la solenne consacrazione dell'altare maggiore da parte dell'arcivescovo Aniello Calcara.
Il 1959 è l'anno in cui, dopo aver quasi del tutto ricostruito il convento, senza nulla avere dallo Stato, per non perderlo i frati lo hanno dovuto acquistare come se non fosse di loro proprietà.
Poiché l'attuale convento cappuccino a Cosenza era in piena efficienza e la chiesa rifinita in ogni particolare, domenica 15 febbraio 1976 alle ore 18 si fece l'inaugurazione solenne di questa con la partecipazione dell'arcivescovo Enea Selis, un numeroso popolo devoto e la presenza di rappresentanze del clero secolare e regolare, il Prefetto, l'architetto Salvatore Giuliani, l'architetto Filippelli e lo scultore Eduardo Filippo. Venne una rappresentanza di tutti i conventi della provincia e non mancò la partecipazione dei Superiori Generali.

## Il culto

### Festa del SS.Crocifisso
Fino a prima della riforma liturgica il 3 maggio si celebrava la festa del ritrovamento della Vera Croce di Cristo da parte di sant'Elena. Per tale motivo in questo giorno si celebra la grande festa in onore del SS. Crocifisso.
I festeggiamenti iniziano il 23 aprile con l'esposizione dei venerati simulacri del SS. Crocifisso e della Madonna Addolorata e una solenne celebrazione eucaristica durante la quale il popolo offre l'olio che alimenta la lampada la cui luce viene riaccesa ogni anno in tale giorno.
Il solenne novenario di preparazione inizia il giorno 24 con SS. Messe al mattino e al pomeriggio la recita del rosario, il canto della Salve Regina all'Addolorata e delle Litanie e la Messa, al termine della quale si recita la “Coroncina alle Cinque Piaghe” accompagnata dal canto “O Martire divino”.
Il primo maggio il SS.mo Crocifisso viene portato in processione nel piazzale dell'ospedale civile dell'Annunziata, attraversando via A. Monaco. Qui ha luogo una solenne concelebrazione eucaristica con la partecipazione di tutto il personale ospedaliero e degli ammalati.
Il 2 maggio, giorno vigiliare, alla sera si celebrano con solennità i primi vespri dinanzi al Santissimo Sacramento e dopo la benedizione si rinnova l'atto di consacrazione alla Vergine Addolorata.
Nel giorno della festa l'inizio della giornata è annunziato dal suono dei tamburi.
Alle ore 10,00, una solenne Concelebrazione presieduta dal Vescovo della Diocesi, durante la quale il Sindaco di Cosenza offre un omaggio floreale al SS.mo Crocifisso, quale segno di devozione dell'intera città.
Nel pomeriggio alle ore 17,30 viene celebrata la S. Messa. La chiesa, il piazzale antistante, via Riforma e la piazza sono gremite di popolo devoto.
Alle 18,00 terminata la Celebrazione, le campane iniziano a suonare a festa mentre rimbombano gli spari dei mortaretti e le note delle bande musicali.
I portatori prendono la statua della Vergine Addolorata e subito dopo il miracoloso simulacro del SS.mo Crocifisso.
La folla esulta nella gioia e nella commozione all'uscita della chiesa.
Inizia l'attesissima, solenne processione, a cui prendono parte le varie confraternite cittadine e Terzi Ordini, tutti con i loro stendardi, e migliaia di fedeli provenienti da tutta la città e dai comuni limitrofi.
Si attraversano numerose vie di Cosenza per giungere tra migliaia di luci colorate, tra l'imponente illuminazione e i battimani della folla festante, in piazza Riforma dove ha luogo il Panegirico e la solenne Benedizione eucaristica. Al termine, si riprende verso il santuario al cui arrivo, il SS. Crocifisso e la Vergine Addolorata sono salutati da uno spettacolo pirotecnico.
Nel quartiere della Riforma si svolge anche la tradizionale fiera, con la presenza di decine di espositori e un gran numero di visitatori. Ricco anche il programma delle manifestazioni ricreative e di piazza, che si associa a quello religioso, con l'esibizione di noti artisti musicali, gare sportive e giochi popolari.

### Festa Maria SS.Addolorata - 15 settembre
La devozione al SS.mo Crocifisso è accompagnata da quella alla Madre Addolorata. Binomio inscindibile nel cuore dei fedeli!
La venerata immagine della Vergine Addolorata troneggia, infatti, ai piedi del SS.mo Crocifisso durante il solenne Novenario per la festa del tre maggio e nella grande processione che gremisce le strade della città di Cosenza in questo giorno, ma anche il venerdì Santo dopo la celebrazione della Passione del Signore.
In suo onore si celebra ogni anno un solenne settenario di preparazione alla sua festa, che si celebra il 15 settembre. In questo giorno, il programma dei festeggiamenti si conclude con la processione della Vergine Addolorata per le strade del quartiere della Riforma e la rinnovazione dell'Atto di Consacrazione.

## Galleria d'immagini

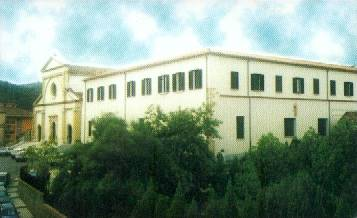
chiesa e convento dei Cappuccini
La chiesa e il convento prima dei bombardamenti del 1943
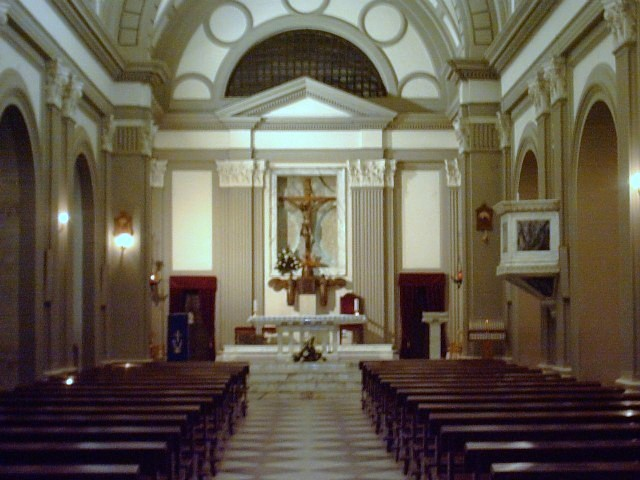
Interno della Chiesa
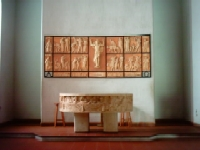
Cappella laterale
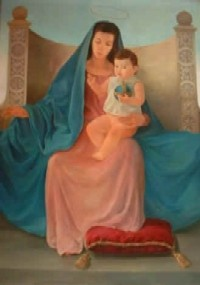
icona della Madonna di Costantinopoli
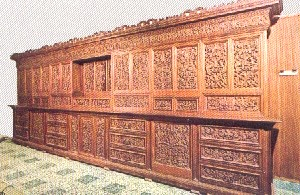
Armadio antico situato nella sacrestia
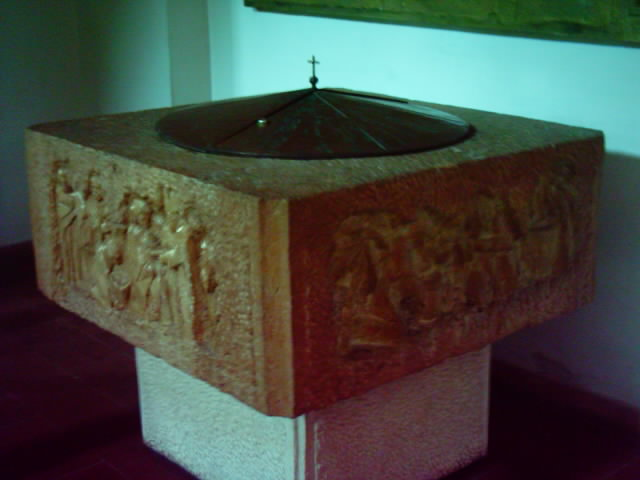
Battistero
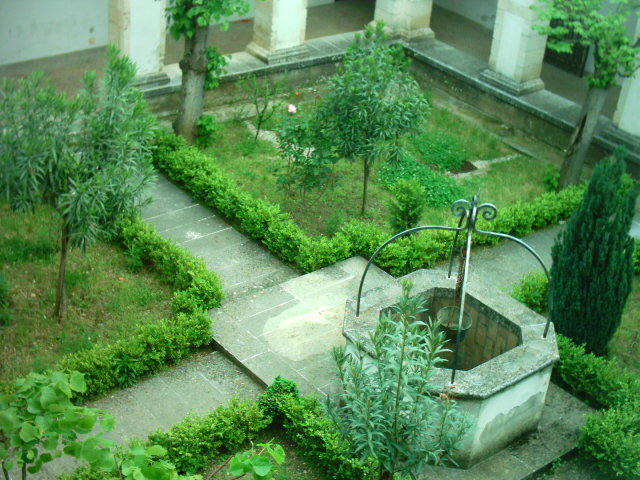
chiostro
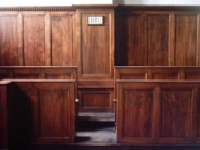
coro dei Frati
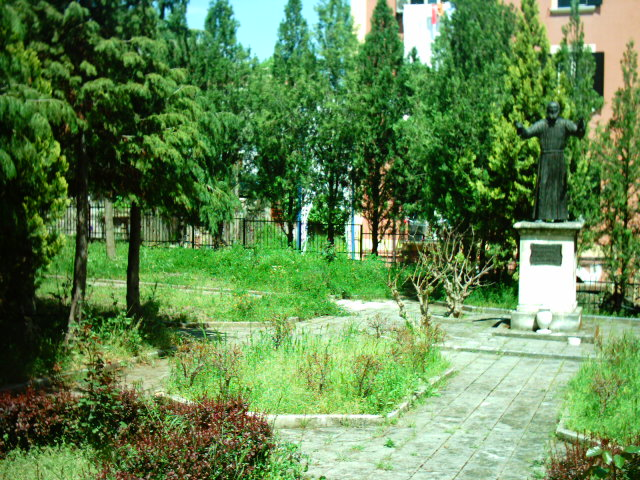
cortile esterno del Santuario
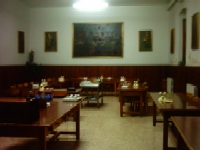
refettorio dei Frati

## Santa Messa in Televisione
Domenica 29 marzo 2020 è stata trasmessa la Santa Messa delle ore 10 su Canale 5, in seguito agli avvenimenti legati alla pandemia di COVID-19 in Italia.